# Planckova energija
Planckova energija (oznaka {\displaystyle E_{P}\,}) je izpeljana enota v Planckovem sistemu enot.
Izračuna se na naslednji način:
{\displaystyle E_{p}={\sqrt {\frac {\hbar c^{5}}{\kappa }}}\,}
kjer je
- {\displaystyle c\,} hitrost svetlobe
- {\displaystyle \hbar \,} reducirana Planckova konstanta ({\displaystyle h/2\pi \,}, oznaka {\displaystyle \hbar })
- {\displaystyle \kappa \,} gravitacijska konstanta

Velikost Planckove energije je 
{\displaystyle E_{P}\approx 1,956.10^{9}} J {\displaystyle \approx } {\displaystyle 1,22.10^{19}\,} GeV {\displaystyle \approx } {\displaystyle 0,5433\,} MWh.
Enakovredni definiciji Planckove energije sta tudi 
{\displaystyle E_{p}={\frac {\hbar }{t_{P}}},}
kjer je 
- {\displaystyle t_{P}\,} Planckov čas

in 
{\displaystyle E_{P}=m_{P}c^{2}\,}
kjer je 
- {\displaystyle m_{P}\,} Planckova masa

V Planckovem sistemu enot so vrednosti za {\displaystyle \hbar \,}, {\displaystyle \kappa \,} in {\displaystyle c\,} normalizirane na vrednost 1. Zaradi tega dobi znan obrazec za energijo {\displaystyle E=mc^{2}\,} obliko {\displaystyle E=m\,} in sta energija in masa številčno enaki. 
V splošni teoriji relativnosti se pogosto gravitacijska konstanta pomnoži z {\displaystyle 8\pi \,}. Zaradi tega se pogosto v fiziki delcev in kozmologiji normalizira vrednost {\displaystyle 8\pi \kappa \,} na 1. Na ta način dobimo reducirano Planckovo energijo
{\displaystyle {\sqrt {\frac {\hbar {}c^{5}}{8\pi G}}}},
ki ima približno vrednost  {\displaystyle 0,390.10^{9}\,} J {\displaystyle \approx } {\displaystyle 2,4310^{1}8\,} GeV.